# Caciella philippinarum
Caciella philippinarum – gatunek chrząszcza z rodziny kózkowatych i podrodziny zgrzypikowych. Jedyny przedstawiciel rodzaju Caciella.

## Zasięg występowania
Gatunek ten występuje na Filipinach.